# 원명선
원명선(元明善, 1269년－1332년)은 원대의 정치가이다. 자는 복초(復初)로 대명(大名) 청하(清河) 사람이다.
안풍(安豐)、건강(建康) 두 지역의 학정(学正)을 지냈고 후에 추밀원(枢密院)에서도 근무하였다. 원 인종(仁宗) 때에는 한림시제(翰林侍制)로 옮겼다.
고려의 충선왕(忠宣王)이 충숙왕에게 전위하고 원으로 가서 연경(燕京)에 세운 도서관 만권당(萬卷堂)에 드나들며 충선왕과도 교유하였다고 알려져 있다.
저서로 《용호산지》(龙虎山志) 3권이 있었으나 전하지 않는다. 일본 도쿄대학 오구라 문고에 포함되어 있는 《진초천문》(眞草千文)은 조맹부와 함께 위소(危素, 1303-1372)의 지원 병자(至元丙子, 1336) 서문과 원명선의 지정(至正) 8년(1348년) 간기가 포함되어 있다.